# Joululevy
Joululevy è una compilation del gruppo black metal finlandese Ajattara, pubblicato nel 2009.

## Tracce
1. Kauna – 4:23
2. Lasten mehuhetki (Tuomari Nurmio cover) – 3:31
3. Puhdistus – 4:13
4. Syytön (Nylon Beat cover) – 4:19
5. Tulppaani – 4:33
6. Joulupukki puree ja lyö (M.A. Numminen cover) – 2:05
7. Sika (Juice Leskinen cover) – 3:27
8. Tahdon – 3:45
9. Teuras – 4:00
10. Kansallispäivä (Sielun Veljet cover) – 5:26
11. Ilon päivä – 4:56
12. Hei tonttu-ukot – 2:34